# Eclissi solare del 4 novembre 2040
L'eclissi solare del 4 novembre 2040 è un evento astronomico che avrà luogo il suddetto giorno attorno alle ore 19:09 UTC.